# Вокои Галбеед
Вокои Галбеед е регион на Сомалия. Населението му е 1 242 003 жители (по приблизителна оценка от януари 2014 г.), а площта 28 836 кв. км. Регионът е разделен административно на 5 района. Намира се в северозападната част на страната в часова зона UTC+3. Понастоящем региона влиза в рамките на непризната страна Сомалиленд.